# Proboscidactyla circumsabella
Proboscidactyla circumsabella är en nässeldjursart som beskrevs av Hand 1954. Proboscidactyla circumsabella ingår i släktet Proboscidactyla och familjen Proboscidactylidae. Inga underarter finns listade i Catalogue of Life.